# Eventi sportivi nel 2012
Maggiori eventi sportivi del 2012 a livello internazionale, ordinati per disciplina.

## Atletica
- 18 - 19 febbraio: Campionati asiatici di atletica leggera indoor 2012, Hangzhou,  Cina
- 9 - 11 marzo: Campionati del mondo di atletica leggera indoor 2012, Istanbul,  Turchia
- 27 giugno - 1º luglio: Campionati europei di atletica leggera 2012, Helsinki,  Finlandia
- 27 giugno - 1º luglio: Campionati africani di atletica leggera 2012, Porto-Novo,  Benin
- 10 - 15 luglio: Campionati del mondo juniores di atletica leggera 2012, Barcellona,  Spagna

## Baseball
- 7 - 16 settembre: Campionati europei di baseball 2012,  Paesi Bassi

## Biathlon
- 1º - 11 marzo: Campionati mondiali di biathlon 2012, Ruhpolding,  Germania

## Bob
- 17 - 25 febbraio: Campionati mondiali di bob 2012, Lake Placid,  Stati Uniti

## Calcio
- 21 gennaio - 12 febbraio: Coppa delle nazioni africane 2012,  Gabon e  Guinea Equatoriale
- 8 - 19 marzo: AFC Challenge Cup 2012, Kathmandu,  Nepal
- 4 - 16 maggio: Campionato europeo di calcio Under-17 2012,  Slovenia
- 19 maggio : Finale UEFA Champions League 2011-2012, Monaco,  Germania
- 1º - 12 giugno: Coppa delle nazioni oceaniane 2012,  Figi
- 8 giugno - 1º luglio: Campionato europeo di calcio 2012,  Polonia e  Ucraina
- 3 - 15 luglio: Campionato europeo di calcio Under-19 2012,  Estonia
- 18 agosto - 9 settembre: Campionato mondiale femminile Under 20 di calcio 2012,  Giappone
- 22 settembre - 13 ottobre: Campionato mondiale femminile Under 17 di calcio 2012, Baku,  Azerbaigian
- 6 - 16 dicembre: Coppa del mondo per club FIFA 2012,  Giappone

## Calcio a 5
- 31 gennaio - 11 febbraio: UEFA Futsal Championship 2012,  Croazia
- 25 maggio - 1º giugno: AFC Futsal Championship 2012,  Emirati Arabi Uniti
- 2 - 8 luglio: CONCACAF Futsal Championship 2012, Città del Guatemala, Guatemala
- 2 - 18 novembre: FIFA Futsal World Cup 2012,  Thailandia

## Canoa/kayak
- 22 - 24 giugno: Campionati europei di canoa/kayak sprint 2012, Zagabria,  Croazia

## Canottaggio
- 18 - 21 luglio: Campionati del mondo di canottaggio 2012, Plovdiv,  Bulgaria
- 14 - 16 settembre: Campionati europei di canottaggio 2012, Varese,  Italia

## Ciclismo
- 29 - 30 gennaio: Campionati del mondo di ciclocross 2012, Koksijde,  Belgio
- 4 - 8 aprile: Campionati del mondo di ciclismo su pista 2012, Melbourne,  Australia
- 5 - 27 maggio: Giro d'Italia 2012
- 23 - 27 maggio: Campionati del mondo di BMX 2012, Birmingham,  Regno Unito
- 30 giugno - 22 luglio: Tour de France 2012
- 9 - 12 agosto: Campionati europei di ciclismo su strada 2012, Goes,  Paesi Bassi
- 18 agosto - 9 settembre: Vuelta a España 2012
- 31 agosto - 4 settembre: Campionati del mondo di mountain bike 2012, Leogang,  Austria
- 15 - 23 settembre: Campionati del mondo di ciclismo su strada 2012, Limburgo,  Paesi Bassi

## Curling
- 17 - 25 marzo: Campionato mondiale di curling femminile 2012, Lethbridge,  Canada
- 31 marzo - 8 aprile: Campionato mondiale di curling maschile 2012, Basilea,  Svizzera
- 23 - 29 aprile: Campionato mondiale di curling doppio misto 2012, Erzurum,  Turchia

## Football americano
- 5 febbraio: Super Bowl XLVI, Indianapolis,  Stati Uniti
- 30 giugno - 7 luglio:Campionato mondiale di football americano Under-19 2012, Austin,  Stati Uniti
- 7-9 settembre:Qualificazioni al campionato europeo di football americano Under-19 2013,  Italia
- 14-16 settembre:Campionato europeo C di football americano 2012,  Svizzera e  Austria

## Ginnastica
- 10 - 18 gennaio: Test Event pre-olimpico di Londra 2012, Londra,  Regno Unito

### Ginnastica artistica
- 16 - 18 marzo: Pacific Rim Championships 2012, Seattle,  Stati Uniti
- 9 - 13 maggio: XXIX Campionati europei di ginnastica artistica femminile, Bruxelles,  Belgio
- 23 - 27 maggio: XXX Campionati europei di ginnastica artistica maschile, Montpellier,  Francia

## Hockey su ghiaccio
- 7 - 14 aprile: Campionato mondiale di hockey su ghiaccio femminile 2012,  Stati Uniti
- 4 - 20 maggio: Campionato mondiale di hockey su ghiaccio maschile 2012,  Finlandia e  Svezia

## Hockey su slittino
- 25 marzo - 1º aprile: Campionato del mondo di hockey su slittino 2012,  Norvegia

## Motori
- 1º gennaio - 15 gennaio: Rally Dakar 2012,  Argentina,  Cile e  Perù
- 17 gennaio - 13 novembre: Campionato del mondo rally 2012
- 26 gennaio - da definirsi: Campionato Continental Tire Sports Car Challenge 2012,  Stati Uniti
- 28 gennaio - 30 settembre: Campionato Rolex Sports Car Series 2012,  Stati Uniti e  Canada
- 24 febbraio - 16 novembre: NASCAR Camping World Truck Series 2012,  Stati Uniti
- 25 febbraio - 17 novembre: NASCAR Nationwide Series 2012,  Stati Uniti
- 26 febbraio - 18 novembre: NASCAR Sprint Cup Series 2012,  Stati Uniti
- 26 febbraio - 7 ottobre: Campionato mondiale Superbike 2012
- 1º marzo - 2 dicembre: Campionato internazionale V8 Supercars 2012,  Australia e  Emirati Arabi Uniti
- 11 marzo - 18 novembre: Campionato del mondo turismo 2012 (WTCC)
- 11 marzo - 26 giugno: Campionato europeo turismo 2012 (ETCC)
- 15 marzo - 15 settembre: Campionato U.S. F2000 2012,  Stati Uniti
- 17 marzo - 27 ottobre: FIA World Endurance Championship 2012
- 18 marzo - 25 novembre: Campionato mondiale di Formula 1 2012
- 22 marzo - 12 ottobre: FIA Alternative Energies Cup 2012
- 24 marzo - 23 settembre: GP2 Series 2012
- 24 marzo - 6 ottobre: Trofeo Lurani per vetture di Formula Junior
- 24 marzo - 19 ottobre: Campionato Star Mazda 2012,  Stati Uniti
- 25 marzo - 15 settembre: Campionato IndyCar Series 2012,  Stati Uniti,  Brasile,  Canada e  Cina
- 25 marzo - da definirsi: Campionato Indy Lights 2012,  Stati Uniti
- 8 aprile - 11 novembre: Motomondiale 2012,  Valentino Rossi dichiara il ritorno in Yamaha per la stagione 2013 dopo due stagioni opache in Ducati
- 8 aprile - 2 dicembre: Campionato mondiale di GT1 2012
- 8 aprile - 7 ottobre: Campionato europeo di GT3 2012
- 14 aprile - 30 settembre: Formula 2 2012
- 15 aprile - 16 settembre: Campionato europeo della montagna 2012
- 15 aprile - 5 ottobre: Campionato storico di Formula 1 2012
- 27 aprile - 4 novembre: Campionato International GT Open 2012
- 29 aprile - 21 ottobre: Campionato europeo di Formula 3 2012
- 10 maggio - 4 ottobre: Campionato FIA European Truck Racing Cup
- 16 giugno - 17 giugno: 24 Ore di Le Mans 2012,  Francia

## Pallacanestro
- 18 - 22 giugno: FIBA South American Championship 2012, Buenos Aires,  Argentina
- 18 - 24 giugno: FIBA Centrobasket 2012, San Juan,  Porto Rico
- 2 - 7 luglio: Campionato europeo FIBA dei piccoli stati 2012, Serravalle,  San Marino
- 9 - 19 agosto: FIBA Europe Under-18 Championship 2012, Vilnius,  Lituania, e Liepāja,  Lettonia
- 16 - 26 agosto: FIBA EuroBasket Under 20 Women 2012, Debrecen,  Ungheria
- 17 - 26 agosto: Campionato mondiale di pallacanestro femminile Under-17 2012, Amsterdam,  Paesi Bassi

## Pallamano
- 11 - 20 gennaio: Campionato africano maschile di pallamano 2012, Salé,  Marocco
- 11 - 20 gennaio: Campionato africano femminile di pallamano 2012, Salé,  Marocco
- 15 - 29 gennaio: Campionato europeo maschile di pallamano 2012,  Serbia
- 26 gennaio - 5 febbraio: Campionato asiatico maschile di pallamano 2012, Jeddah,  Arabia Saudita
- 18 - 24 giugno: Campionato panamericano maschile di pallamano 2012, Buenos Aires,  Argentina
- 3 - 16 dicembre: Campionato europeo femminile di pallamano 2012,  Paesi Bassi

## Pallavolo
- 18 ottobre 2011 - 18 marzo: CEV Champions League di pallavolo maschile 2011-2012
- 18 ottobre 2011 - 14 marzo: Coppa CEV di pallavolo maschile 2011-2012
- 29 novembre 2011 - 25 marzo: CEV Champions League di pallavolo femminile 2011-2012
- 29 novembre 2011 - 31 marzo: Coppa CEV di pallavolo femminile 2011-2012
- 27 giugno - 1º luglio: World Grand Prix 2012, Ningbo,  Cina
- 5 - 8 luglio: World League di pallavolo 2012, Sofia,  Bulgaria
- 9 - 14 luglio: Coppa panamericana maschile di pallavolo 2012, Santo Domingo,  Rep. Dominicana
- 12 - 20 luglio: Coppa panamericana femminile di pallavolo 2012, Ciudad Juárez,  Messico
- 18 - 26 agosto: Campionato europeo femminile under 19 di pallavolo 2012, Ankara,  Turchia
- 25 agosto - 9 settembre: Campionato europeo maschile under 20 di pallavolo 2012, Gdynia,  Polonia, e Randers,  Danimarca
- 13 - 19 ottobre: Campionato mondiale per club FIVB 2012 (maschile), Doha,  Qatar
- 23 ottobre - 17 marzo 2013: CEV Champions League di pallavolo maschile 2012-2013
- 23 ottobre - 3 marzo 2013: Coppa CEV di pallavolo maschile 2012-2013
- 23 ottobre - 10 marzo 2013: CEV Champions League 2012-2013 (femminile)
- 23 ottobre - 2 marzo 2013: Coppa CEV di pallavolo femminile 2012-2013

## Pattinaggio di figura
- 23 gennaio - 29 gennaio: Campionati europei di pattinaggio di figura 2012, Sheffield,  Regno Unito
- 26 marzo - 1º aprile: Campionati mondiali di pattinaggio di figura 2012, Nizza,  Francia

## Pattinaggio di velocità
- 6 - 8 gennaio: Campionati europei di pattinaggio di velocità 2012, Budapest,  Ungheria
- 27 - 29 gennaio: Campionati europei di short track 2012, Mladá Boleslav,  Rep. Ceca
- 28 - 29 gennaio: Campionati mondiali di pattinaggio di velocità sprint 2012, Calgary,  Canada
- 18 - 19 febbraio: Campionati mondiali completi di pattinaggio di velocità 2012, Mosca,  Russia
- 9 - 11 marzo: Campionati mondiali di short track 2012, Shanghai,  Cina
- 22 - 25 marzo: Campionati mondiali di pattinaggio di velocità su distanza singola 2012, Heerenveen,  Paesi Bassi

## Pentathlon moderno
- 4 - 10 luglio: Campionato europeo di pentathlon moderno 2012, Sofia,  Bulgaria

## Pugilato
- 11 - 19 maggio: Campionati mondiali di pugilato dilettanti femminile 2012, Qínhuángdǎo,  Cina

## Rugby
- 4 febbraio - 17 marzo: Sei Nazioni 2012

## Scherma
- 13 - 14 aprile: Campionato mondiale di scherma 2012, Kiev,  Ucraina
- 15 - 20 giugno: Campionato europeo di scherma 2012, Legnano,  Italia

## Sci nordico
- 23 - 26 febbraio: Campionati mondiali di volo con gli sci 2012, Vikersund,  Norvegia

## Skeleton
- 17 - 25 febbraio: Campionati mondiali di skeleton 2012, Lake Placid,  Stati Uniti

## Slittino
- 10 - 12 febbraio: Campionati mondiali di slittino 2012, Altenberg,  Germania
- 24 - 26 febbraio: Campionati europei di slittino 2012, Paramonovo,  Russia

## Sport acquatici
- 16 - 29 gennaio: Campionato europeo di pallanuoto 2012 (maschile), Eindhoven,  Paesi Bassi
- 18 - 28 gennaio: Campionato europeo di pallanuoto 2012 (femminile), Eindhoven,  Paesi Bassi
- 14 - 27 maggio: Campionati europei di tuffi e nuoto sincronizzato 2012, Eindhoven,  Paesi Bassi
- 21 - 27 maggio: Campionati europei di nuoto 2012, Debrecen,  Ungheria
- 12 - 16 dicembre: Campionati mondiali di nuoto in vasca corta 2012, Istanbul,  Turchia

## Tennis
- 16 gennaio - 29 gennaio: Australian Open 2012, Melbourne,  Australia
- 27 maggio - 10 giugno: Open di Francia 2012, Parigi,  Francia
- 4 febbraio - 5 novembre: Fed Cup 2012
- 10 febbraio - 18 novembre: Coppa Davis 2012
- 25 giugno - 8 luglio: Torneo di Wimbledon 2012, Londra,  Inghilterra
- 27 agosto - 9 settembre: US Open 2012, New York,  Stati Uniti

## Tiro
- 14 - 20 febbraio: Campionati europei di tiro 10 m 2012, Vierumäki,  Finlandia
- 19 - 25 maggio: Campionati europei di tiro a volo 2012, Larnaca,  Cipro

## Manifestazioni multisportive
- 13 - 22 gennaio: I Giochi olimpici giovanili invernali, Innsbruck,  Austria
- 27 luglio - 12 agosto: Giochi della XXX Olimpiade, Londra,  Regno Unito
- 22 - 29 luglio: Petraliadi, Petralia, Italia
- 29 agosto - 9 settembre: XIV Giochi paralimpici estivi, Londra,  Regno Unito